# 1796年アメリカ合衆国大統領選挙
1796年アメリカ合衆国大統領選挙（1796ねんアメリカがっしゅうこくだいとうりょうせんきょ、英語: United States presidential election, 1796）は、1796年11月4日および12月7日に行われたアメリカ合衆国の大統領および副大統領の選挙（第3回）である。

## 概要
アメリカ合衆国の大統領選挙としては3回目にして初めて競合があり、大統領と副大統領を対立する党派から選んだことでも最初のものとなったので、当初の選挙人選挙の仕組みの欠陥を曝すことになった。
現職の副大統領ジョン・アダムズが、トマス・ピンクニーを副大統領候補として連邦党から出馬した。アダムズが勝って大統領となったが、対立するトマス・ジェファーソンがピンクニーより多くの票を獲得して副大統領になった。
1792年にテネシー州が合衆国憲法に批准し、16州となった。

## 選挙データ

### 投票日
- 選挙人選出　　：1796年11月4日
- 正副大統領選出：1796年12月7日

2月8日に大統領選挙人による投票を開票。大統領および副大統領当選者が正式決定。

### 選挙制度
- 正副大統領選出：選挙人による間接選挙

最多得票者を大統領に、次点得票者を副大統領に選出する。
- 選挙人選出　　：各州選挙法の規定に基づき実施

7州が州議会による選出。9州が一般投票を実施して選出。

#### 投票方法
- 正副大統領選出：秘密投票、連記投票、1票制

同一候補者に2票投じることはできない。
- 選挙人選出　　：各州選挙法の規定に基づき実施

#### 選挙権
- 正副大統領選出：選挙人
- 選挙人選出　　：各州法の規定に基づく

#### 被選挙権
- 正副大統領選出：満35歳以上の出生または憲法成立時の合衆国市民、および合衆国の在住期間が14年経過した者[注 2]
- 選挙人選出　　：各州法の規定に基づく

#### 州別選挙人定数・選出方法
| 州                   | 選挙人 | 選挙人   | 選挙人 | 選挙人   | 選出方法                         |
| 州                   | 小計   | 増減     | 州議会 | 一般投票 | 選出方法                         |
| -------------------- | ------ | -------- | ------ | -------- | -------------------------------- |
| コネチカット州       | 9      | 増減なし | 9      | 0        | 州議会による選出                 |
| デラウェア州         | 3      | 増減なし | 3      | 0        | 州議会による選出                 |
| ジョージア州         | 4      | 増減なし | 0      | 4        | 一般投票による選出（大選挙区制） |
| ケンタッキー州       | 4      | 増減なし | 0      | 4        | 一般投票による選出（小選挙区制） |
| メリーランド州       | 10     | 増減なし | 0      | 10       | 一般投票による選出（中選挙区制） |
| マサチューセッツ州   | 16     | 増減なし | 16     | 0        | 州議会による選出                 |
| ニューハンプシャー州 | 6      | 増減なし | 0      | 6        | 一般投票による選出（小選挙区制） |
| ニュージャージー州   | 7      | 増減なし | 7      | 0        | 州議会による選出                 |
| ニューヨーク州       | 12     | 増減なし | 12     | 0        | 州議会による選出                 |
| ノースカロライナ州   | 12     | 増減なし | 0      | 12       | 一般投票による選出（小選挙区制） |
| ペンシルベニア州     | 15     | 増減なし | 0      | 15       | 一般投票による選出（大選挙区制） |
| ロードアイランド州   | 4      | 増減なし | 4      | 0        | 州議会による選出                 |
| サウスカロライナ州   | 8      | 増減なし | 8      | 0        | 州議会による選出                 |
| テネシー州           | 3      | 03       | 3      | 0        | 州議会による選出                 |
| バーモント州         | 4      | 増減なし | 4      | 0        | 州議会による選出                 |
| バージニア州         | 21     | 増減なし | 0      | 21       | 一般投票による選出（小選挙区制） |
| 選挙人計             | 138    | 03       | 49     | 89       |                                  |

### 同日執行の選挙

#### 国政選挙
- 1796–1797年アメリカ合衆国上院議員選挙
- 1796–1797年アメリカ合衆国下院議員選挙

## 選挙運動
現職の大統領ジョージ・ワシントンが3期目の出馬を拒んだので、現職の副大統領ジョン・アダムズが連邦党の大統領候補となり、知事の経験があるトマス・ピンクニーが次に人気のある連邦党員として副大統領候補となった。対抗馬は民主共和党のトマス・ジェファーソンであり、副大統領候補にはアーロン・バー上院議員を指名した。ただし、この時点では副大統領候補という制度が正式には無かったので、どの党から出てこようと各人が大統領候補であった。
それまでの2回の選挙が結果は既定の事実であったのとは異なり、情勢が伯仲していたので、民主共和党はジェファーソンを、連邦党はアダムズを一生懸命応援した。議論は辛辣なものとなり、連邦党は民主共和党をフランスの過激な革命派と結びつけ、民主共和党は連邦党を君主主義や貴族政治に賛成していると非難した。外交政策では、民主共和党がジェイ条約はあまりにイギリスの肩を持ちすぎていると言って連邦党を非難し、一方、フランス大使は選挙直前に公然と民主共和党を支援し、連邦党を攻撃することで民主共和党を当惑させた。

### 候補者

#### 連邦党
正副大統領候補
| 連邦党指名候補     |                    |
| ジョン・アダムス   | トマス・ピンクニー |
| 大統領候補         | 副大統領候補       |
|                    |                    |
| 副大統領           | 元駐イギリス大使   |
| マサチューセッツ州 | サウスカロライナ州 |

その他の候補
| オリバー・エルスワース | ジョン・ジェイ     | ジェイムズ・アイアデル | サミュエル・ジョンストン | チャールズ・コーツワース・ピンクニー |
| ---------------------- | ------------------ | ---------------------- | ------------------------ | ------------------------------------ |
|                        |                    |                        |                          |                                      |
| 最高裁判所主席判事     | ニューヨーク州知事 | 最高裁判所陪席判事     | 前上院議員               | 駐フランス大使                       |
| コネチカット州         | ニューヨーク州     | ノースカロライナ州     | ノースカロライナ州       | サウスカロライナ州                   |

#### 民主共和党
正副大統領候補
| 民主共和党指名候補       |                |
| トーマス・ジェファーソン | アーロン・バー |
| 大統領候補               | 副大統領候補   |
|                          |                |
| 元国務長官               | 上院議員       |
| バージニア州             | ニューヨーク州 |

その他の候補
| サミュエル・アダムズ   | ジョージ・クリントン | ジョン・ヘンリー |
| ---------------------- | -------------------- | ---------------- |
|                        |                      |                  |
| マサチューセッツ州知事 | 前ニューヨーク州知事 | 上院議員         |
| マサチューセッツ州     | ニューヨーク州       | メリーランド州   |

## 選挙結果
当時の選挙の仕組みでは、選挙人が2票を持っており、どちらも大統領候補に投じられた。大統領選で2位になったものが副大統領に選ばれた（これはアメリカ合衆国憲法修正第12条が成立するまでの方法であり、憲法修正第12条では副大統領候補を指名する方法に変えた）。各党は、選挙人が1票を大統領候補と目される者に投じ、もう1票を副大統領候補と考えられる別の者に投じさせ、副大統領候補が大統領候補より少し少なく票を獲得するように工夫した。だが、この仕組みは幾つかの要因で複雑なものとなった。
- 全選挙人の投票は同じ日に行われた。当時、州間の連絡は時間が掛かっていたので、副大統領候補に少なく投票させる調整が難しかった。
- ジェファーソンに票を投じる南部の選挙人が、アレクサンダー・ハミルトンに強制されて2番目の票をピンクニーに投票し、アダムズの代わりにピンクニーを大統領に選ぶことを期待しているという噂があった。実際に、ピンクニーの出身州サウスカロライナ州の選挙人8人全員と少なくともペンシルベニア州の1人はジェファーソンとピンクニーに投票したことが分かった。

その結果、アダムズに票を投じた選挙人の多くが第2票をピンクニーに投票することなく、アダムズが大統領に選ばれたが、対抗馬のジェファーソンが副大統領に選ばれた。これは民主共和党がフランス革命を支持していたことも一部寄与したが、民主共和党の支持者がジェファーソンを副大統領に選ぶに足るほどの勢いがあったことによっていた。

### 候補者別得票結果
| 候補者                                         | 候補者                               | 候補者             | 候補者             | 選挙人投票 | 選挙人投票 | 一般投票 | 一般投票 |
| 大統領候補                                     | 大統領候補                           | 所属政党           | 出身州             | 得票数     | 得票率     | 得票数   | 得票率   |
| ---------------------------------------------- | ------------------------------------ | ------------------ | ------------------ | ---------- | ---------- | -------- | -------- |
|                                                | ジョン・アダムズ                     | 連邦党             | マサチューセッツ州 | 71         | 51.45%     | 35,726   | 53.45%   |
|                                                | トーマス・ジェファーソン             | 民主共和党         | バージニア州       | 68         | 49.27%     | 31,115   | 46.55%   |
|                                                | トマス・ピンクニー                   | 連邦党             | サウスカロライナ州 | 59         | 42.75%     | －       | －       |
|                                                | アーロン・バー                       | 民主共和党         | ニューヨーク州     | 30         | 21.74%     | －       | －       |
|                                                | サミュエル・アダムズ                 | 民主共和党         | マサチューセッツ州 | 15         | 10.87%     | －       | －       |
|                                                | オリバー・エルスワース               | 連邦党             | コネチカット州     | 11         | 8.33%      | －       | －       |
|                                                | ジョージ・クリントン                 | 民主共和党         | ニューヨーク州     | 7          | 5.07%      | －       | －       |
|                                                | ジョン・ジェイ                       | 連邦党             | ニューヨーク州     | 5          | 3.62%      | －       | －       |
|                                                | ジェイムズ・アイアデル               | 連邦党             | ノースカロライナ州 | 3          | 2.17%      | －       | －       |
|                                                | ジョージ・ワシントン                 | 無所属             | バージニア州       | 2          | 1.45%      | －       | －       |
|                                                | ジョン・ヘンリー                     | 民主共和党         | メリーランド州     | 2          | 1.45%      | －       | －       |
|                                                | サミュエル・ジョンストン             | 連邦党             | ノースカロライナ州 | 2          | 1.45%      | －       | －       |
|                                                | チャールズ・コーツワース・ピンクニー | 連邦党             | サウスカロライナ州 | 1          | 0.72%      | －       | －       |
| 総計                                           | 総計                                 | 総計               | 総計               | 276        | 100.0%     | 66,841   | 100.0%   |
| 投票総数（投票率）                             | 投票総数（投票率）                   | 投票総数（投票率） | 投票総数（投票率） | 276        | 100.0%     | 66,841   | 20.1%    |
| 棄権票数（棄権率）                             | 棄権票数（棄権率）                   | 棄権票数（棄権率） | 棄権票数（棄権率） | 0          | 0.00%      |          | 79.9%    |
| 有権票数                                       | 有権票数                             | 有権票数           | 有権票数           | 276        | 100.0%     |          | 100.0%   |
| 出典：Electoral College Box Scores 1789–1996". |                                      |                    |                    |            |            |          |          |

### 州別一般投票結果

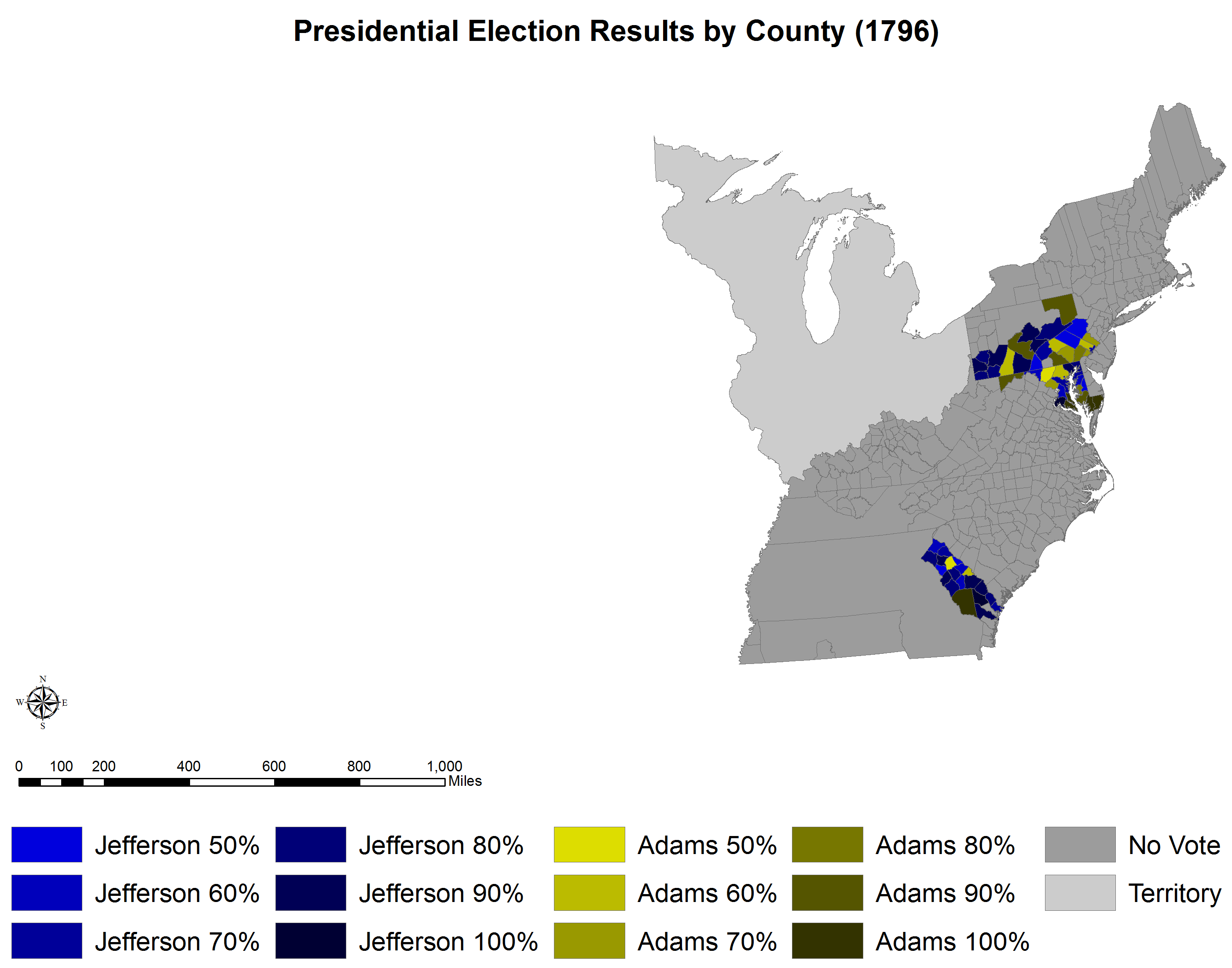
郡別一般投票結果

| 連邦党が勝利した州     |
| 民主共和党が勝利した州 |

| コネチカット州           | 9  | －     | －     | 0  | －     | －     | 9   | －     |
| デラウェア州             | 3  | －     | －     | 0  | －     | －     | 3   | －     |
| ジョージア州             | 0  |        |        | 4  |        |        | 4   | 27,954 |
| ケンタッキー州           | 0  |        |        | 4  |        |        | 4   |        |
| メリーランド州           | 7  |        |        | 3  |        |        | 10  |        |
| マサチューセッツ州       | 16 |        |        | 0  |        |        | 16  |        |
| ニューハンプシャー州     | 6  |        |        | 0  |        |        | 6   | 26,244 |
| ニュージャージー州       | 7  | －     | －     | 0  | －     | －     | 7   | －     |
| ニューヨーク州           | 0  | －     | －     | 12 | －     | －     | 12  | －     |
| ノースカロライナ州       | 1  |        |        | 11 |        |        | 12  |        |
| ペンシルベニア州         | 1  |        |        | 14 |        |        | 15  |        |
| ロードアイランド州       | 4  | －     | －     | 0  | －     | －     | 4   | －     |
| サウスカロライナ州       | 0  | －     | －     | 8  | －     | －     | 8   | －     |
| テネシー州               | 0  | －     | －     | 3  | －     | －     | 3   | －     |
| バーモント州             | 4  | －     | －     | 0  | －     | －     | 4   | －     |
| バージニア州             | 1  |        |        | 20 |        |        | 21  |        |
| 総計                     | 71 | 35,726 | 53.45% | 67 | 31,115 | 46.55% | 138 | 66,841 |
| 出典：A New Nation Votes |    |        |        |    |        |        |     |        |

### 州別選挙人投票結果
| J・アダムズが勝利した州    |
| ジェファーソンが勝利した州 |

| 州                                           | J・アダムズ | ジェファーソン | T・ピンクニー | バー | S・アダムズ | エルスワース | クリントン | ジェイ | アイアデル | ワシントン | ヘンリー | ジョンストン | C・C・ピンクニー | 投票計 | 定数 |
| -------------------------------------------- | ----------- | -------------- | ------------- | ---- | ----------- | ------------ | ---------- | ------ | ---------- | ---------- | -------- | ------------ | ---------------- | ------ | ---- |
| コネチカット州                               | 9           | 0              | 4             | 0    | 0           | 0            | 0          | 5      | 0          | 0          | 0        | 0            | 0                | 18     | 9    |
| デラウェア州                                 | 3           | 0              | 3             | 0    | 0           | 0            | 0          | 0      | 0          | 0          | 0        | 0            | 0                | 6      | 3    |
| ジョージア州                                 | 0           | 4              | 0             | 0    | 0           | 0            | 4          | 0      | 0          | 0          | 0        | 0            | 0                | 8      | 4    |
| ケンタッキー州                               | 0           | 4              | 0             | 4    | 0           | 0            | 0          | 0      | 0          | 0          | 0        | 0            | 0                | 8      | 4    |
| メリーランド州                               | 7           | 4              | 4             | 3    | 0           | 0            | 0          | 0      | 0          | 0          | 0        | 2            | 0                | 18     | 9    |
| マサチューセッツ州                           | 16          | 0              | 13            | 0    | 0           | 1            | 0          | 0      | 0          | 0          | 2        | 0            | 0                | 32     | 16   |
| ニューハンプシャー州                         | 6           | 0              | 0             | 0    | 0           | 6            | 0          | 0      | 0          | 0          | 0        | 0            | 0                | 12     | 6    |
| ニュージャージー州                           | 7           | 0              | 7             | 0    | 0           | 0            | 0          | 0      | 0          | 0          | 0        | 0            | 0                | 14     | 7    |
| ニューヨーク州                               | 12          | 0              | 12            | 0    | 0           | 0            | 0          | 0      | 0          | 0          | 0        | 0            | 0                | 24     | 12   |
| ノースカロライナ州                           | 1           | 11             | 1             | 6    | 0           | 0            | 0          | 0      | 3          | 1          | 0        | 0            | 1                | 24     | 12   |
| ペンシルバニア州                             | 1           | 14             | 2             | 13   | 0           | 0            | 0          | 0      | 0          | 0          | 0        | 0            | 0                | 30     | 15   |
| ロードアイランド州                           | 4           | 0              | 0             | 0    | 0           | 4            | 0          | 0      | 0          | 0          | 0        | 0            | 0                | 8      | 4    |
| サウスカロライナ州                           | 0           | 8              | 8             | 0    | 0           | 0            | 0          | 0      | 0          | 0          | 0        | 0            | 0                | 16     | 8    |
| テネシー州                                   | 0           | 3              | 0             | 3    | 0           | 0            | 0          | 0      | 0          | 0          | 0        | 0            | 0                | 6      | 3    |
| バーモント州                                 | 4           | 0              | 4             | 0    | 0           | 0            | 0          | 0      | 0          | 0          | 0        | 0            | 0                | 8      | 4    |
| バージニア州                                 | 1           | 20             | 1             | 1    | 15          | 0            | 3          | 0      | 0          | 1          | 0        | 0            | 0                | 42     | 21   |
| 総計                                         | 71          | 68             | 59            | 30   | 15          | 11           | 7          | 5      | 3          | 2          | 2        | 2            | 1                | 276    | 138  |
| 出典：Election of 1796 in Counting the Votes |             |                |               |      |             |              |            |        |            |            |          |              |                  |        |      |

## 選挙後
アメリカ合衆国の歴史の中で唯一、大統領と副大統領が反対党から選ばれた。ジェファーソンは副大統領職を梃子にしてアダムズの政策を攻撃し、次の選挙ではホワイトハウスに到達することができた。
この選挙はアメリカ合衆国憲法修正第12条の最初の動機付けになった。1797年1月6日、サウスカロライナ州選出の下院議員ウィリアム・L・スミスは大統領選挙人が誰を大統領に、誰を副大統領にと指名できる憲法修正案を下院に提出した。しかし、その提案に対して有効な行動が取られず、1800年アメリカ合衆国大統領選挙では暗礁に乗り上げることになった。